# Stanislaw Hurenko

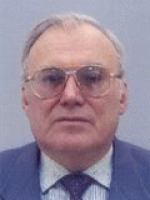
Stanislaw Hurenko (2002)

Stanislaw Iwanowytsch Hurenko (ukrainisch Станіслав Іванович Гуренко; * 30. Mai 1936 in Ilowajsk, Oblast Donezk, Ukrainische SSR; † 14. April 2013 in Kiew) war ein sowjetischer und ukrainischer Politiker.
Hurenko studierte Ingenieurwesen an der Technischen Universität in Kiew, später arbeitete er, zunächst als Chefingenieur, dann als Betriebsdirektor, in einem Maschinenbaubetrieb in Donezk.  Ab 1976 war er Mitglied der Parteileitung der Oblast Donezk und ab 1980 gehörte er dem Ministerrat der Ukrainischen SSR an.
Hurenko wurde 1987 Sekretär der Parteileitung der  Kommunistischen Partei der Ukraine und wurde 1989 in den Obersten Sowjet der UdSSR und im März 1990 in die Werchowna Rada der Ukrainischen SSR gewählt.
Im Juni 1990 wurde er als Nachfolger von Wolodymyr Iwaschko Erster Sekretär der Kommunistischen Partei der Ukraine. Seit Juli 1990 war er auch Mitglied des Politbüros der KPdSU.
Hurenko sprach sich als KP-Vorsitzender zum einen für die „nationale Souveränität“ der Ukraine sowie für eine „geistige Wiedergeburt“ des Landes aus, andererseits wollte er einen Austritt des Landes aus der Sowjetunion verhindern. Der Augustputsch 1991 führte dann aber zum Austritt der Ukrainischen SSR aus der UdSSR und zum zeitweisen Verbot der Kommunistischen Partei. Bei der Neugründung der KPU im Oktober 1992 übernahm Hurenko das Amt des Ersten Sekretärs, Parteivorsitzender wurde Petro Symonenko. Von 1998 bis 2006 gehörte Hurenko als Abgeordneter der KPU wieder dem ukrainischen Parlament an.
Hurenko wurde unter anderem mit dem Orden der Oktoberrevolution und dem Orden des Roten Banners der Arbeit ausgezeichnet.